# Lucielmo Palhano Soares
Lucielmo Palhano Soares (São Luís, Maranhão, 28 de setembro de 1988), conhecido como Lúcio Maranhão, é um futebolista brasileiro que atua como atacante. Atualmente, defende o Barcelona de Ilhéus.

## Carreira
Lúcio Maranhão iniciou sua carreira nas categorias de base do Maranhão Atlético Clube e posteriormente no Horizonte Futebol Clube, onde estreou profissionalmente em 2011.
Em 2012, foi destaque no ASA de Arapiraca, marcando 22 gols no Campeonato Alagoano, o que o levou a ser contratado pelo Esporte Clube Vitória em 2013.
Teve passagens por clubes brasileiros como Figueirense Futebol Clube, onde conquistou o Campeonato Catarinense de 2014, e pelo Fortaleza Esporte Clube, onde venceu o Campeonato Cearense em 2015.
Em 2016, foi artilheiro do Clube de Regatas Brasil na Série B, com 13 gols.
Lúcio teve uma extensa carreira internacional, atuando no Buriram United, da Tailândia, além de diversos clubes em Israel e Portugal, como Hapoel Be'er Sheva, Hapoel Hadera, Hapoel Tel Aviv, Bnei Yehuda e Arouca.
Nos anos recentes, passou por clubes como América-RN, ASA de Arapiraca, Manaus Futebol Clube, Ríver Atlético Clube e, atualmente, defende o Barcelona de Ilhéus, no Campeonato Baiano de 2025.

## Estatísticas de carreira
* Atualizado até 21 de abril de 2025.
| Temporada | Clube               | Competição           | Jogos | Gols |
| --------- | ------------------- | -------------------- | ----- | ---- |
| 2025      | Barcelona de Ilhéus | Campeonato Baiano    | 5     | 1    |
| 2025      | Ríver-PI            | Campeonato Piauiense | 2     | 0    |
| 2024      | Manaus              | Série D              | 2     | 0    |
| 2023      | ASA de Arapiraca    | Série D              | 11    | 2    |
| 2022      | América-RN          | Série D              | 9     | 0    |
| 2021–2022 | Bnei Yehuda         | Liga Leumit          | 9     | 0    |
| 2021      | Hapoel Tel Aviv     | Ligat ha'Al          | 7     | 0    |
| 2020–2021 | Ironi Kiryat Shmona | Ligat ha'Al          | 33    | 8    |
| 2018–2020 | Hapoel Hadera       | Ligat ha'Al          | 64    | 20   |
| 2017–2018 | Arouca              | LigaPro              | 7     | 2    |
| 2017      | Elazığspor          | TFF 1. Lig           | 6     | 1    |
| 2016–2017 | Hapoel Be'er Sheva  | Ligat ha'Al          | 11    | 3    |
| 2016      | CRB                 | Série B              | 35    | 13   |
| 2015      | Fortaleza           | Série C              | 37    | 7    |
| 2014      | Buriram United      | Thai League 1        | 10    | 3    |